# Поступаленко, Антон Андреевич
Анто́н Андре́евич Поступа́ленко (укр. Антон Андрійович Поступаленко; род. 28 августа 1988, Харьков) — украинский футболист, полузащитник. Выступал за молодёжную сборную Украины.

## Клубная карьера
Антон родился 28 августа 1988 года в Харькове. Воспитанник харьковских ДЮСШ-13 и УФК.
В составе харьковского «Металлиста» с 2005 года. В чемпионате Украины дебютировал 21 ноября 2008 года в матче против луганской «Зари» (2:1). В 2011 году перешёл в алчевскую «Сталь». Летом 2014 года покинул команду и присоединился к донецкому «Металлургу». В команде взяв 17 номер.
Летом 2015 года «Металлург» объявил себя банкротом, вакантное место в Премьер-лиге Украины заняла днепродзержинская «Сталь», куда и перешёл Антон Поступаленко. Взяв себе 17 номер. 17 августа 2015 было сообщено, что контракт игрока с клубом расторгнут.
20 августа пополнил ряды донецкого «Олимпика», с которым подписал контракт на два года. В составе команды в чемпионате Украины дебютировал 29 августа 2015 года в выездном матче против луцкой «Волыни» (0:1).
Перед началом сезона 2020/21 присоединился к новосозданному харьковскому «Металлу», который в июне следующего года был переименован на «Металлист».

## Карьера в сборной
В составе юношеской сборной Украины до 19 лет дебютировал 3 мая и 5 мая в Словении где команда провела две товарищеские игры со сверстниками сборной этой страны. В составе молодёжной сборной Украины провёл 4 матча.

## Достижения
- Серебряный призёр Первой лиги Украины (2): 2009/10, 2012/13

## Статистика
| Сезон   | Клуб                    | Лига                   | Чемпионат | Чемпионат | Кубок | Кубок | Дубль | Дубль | Еврокубки | Еврокубки |
| Сезон   | Клуб                    | Лига                   | Игры      | Голы      | Игры  | Голы  | Игры  | Голы  | Игры      | Голы      |
| ------- | ----------------------- | ---------------------- | --------- | --------- | ----- | ----- | ----- | ----- | --------- | --------- |
| 2004/05 | Металлист-2             | Вторая лига Украины    | 3         | 0         | —     | —     | —     | —     | —         | —         |
| 2005/06 | Металлист               | Высшая лига Украины    | 0         | 0         | 2     | 0     | 22    | 3     | —         | —         |
| 2006/07 | Металлист               | Высшая лига Украины    | 0         | 0         | 1     | 0     | 9     | 0     | —         | —         |
| 2007/08 | Металлист               | Высшая лига Украины    | 1         | 0         | 1     | 0     | 27    | 1     | —         | —         |
| 2008/09 | Металлист               | Премьер-лига Украины   | 6         | 0         | 2     | 0     | 18    | 4     | —         | —         |
| 2009/10 | Металлист               | Премьер-лига Украины   | 2         | 0         | 0     | 0     | 13    | 2     | —         | —         |
| 2009/10 | Закарпатье              | Премьер-лига Украины   | 1         | 0         | 0     | 0     | 6     | 4     | —         | —         |
| 2010/11 | Металлист               | Премьер-лига Украины   | 0         | 0         | 1     | 0     | 14    | 3     | 1         | 0         |
| 2010/11 | Сталь (Алчевск)         | Первая лига Украины    | 12        | 1         | 0     | 0     | —     | —     | —         | —         |
| 2011/12 | Сталь (Алчевск)         | Первая лига Украины    | 26        | 2         | 1     | 0     | —     | —     | —         | —         |
| 2012/13 | Сталь (Алчевск)         | Первая лига Украины    | 28        | 1         | 1     | 0     | —     | —     | —         | —         |
| 2013/14 | Сталь (Алчевск)         | Первая лига Украины    | 21        | 3         | 0     | 0     | —     | —     | —         | —         |
| 2014/15 | Металлург (Донецк)      | Премьер-лига Украины   | 8         | 2         | 1     | 0     | 9     | 2     | —         | —         |
| 2015/16 | Сталь (Днепродзержинск) | Премьер-лига Украины   | 1         | 0         | 0     | 0     | 2     | 0     | —         | —         |
| 2015/16 | Олимпик (Донецк)        | Премьер-лига Украины   | 16        | 1         | 2     | 1     | 0     | 0     | —         | —         |
| 2016/17 | Олимпик (Донецк)        | Премьер-лига Украины   | 22        | 7         | 0     | 0     | 0     | 0     | —         | —         |
| 2017/18 | Олимпик (Донецк)        | Премьер-лига Украины   | 1         | 0         | 0     | 0     | 0     | 0     | 0         | 0         |
| 2018    | Торпедо-БелАЗ           | Высшая лига Белоруссии | 12        | 1         | 0     | 0     | —     | —     | —         | —         |
| 2020/21 | Металл                  | Вторая лига Украины    | 20        | 0         | 0     | 0     | —     | —     | —         | —         |